# Шкрели

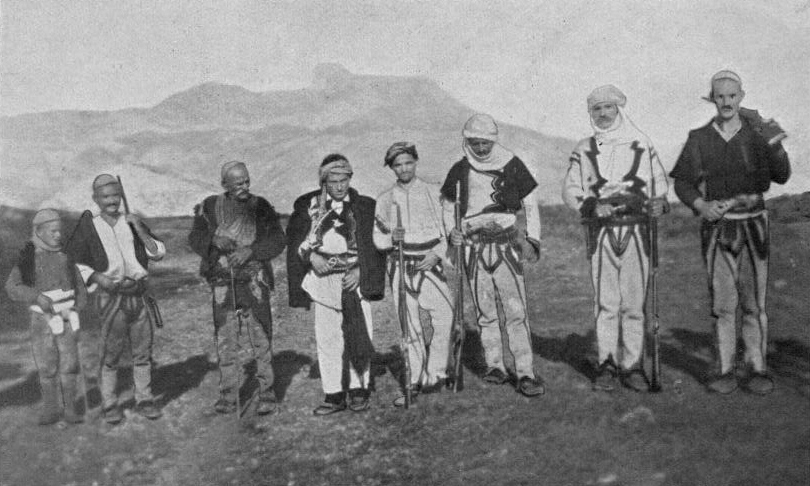
Члены племени, 1906.

Шкрели — племя (и исторический регион) из Северной Албании (около en:Malësia). С расширением Османской Империи шкрели стали переселяться в Сербию и Черногорию, в том числе в Санджак. В 18 веке племя было обращено в ислам, шкрели Санджака (известные как Škrijelj/серб. Шкријељ) были исламизированы несколько позже и теперь считают себя боснийцами, среди которых проживают. Существует также христианское меньшинство, исповедующее католицизм (реже православие).
Существует деревня и муниципалитет Shkrel. Также есть деревня Škrijelj в Санджаке. Многие шкрели взяли себе племенное имя в качестве фамилии и затем расселились по Балканам и миру в целом.

## История
Название племени впервые было записано в 1416 как Shkreli. Существуют варианты Scarglieli (1614) или Scrielli (1703). Scarglieli упоминалось en:Mariano Bolizza в 1614, как часть Скадарского санджака. Это было католическое селение с 20 домами, 43 мужчинами, которыми командовал Gion Poruba.
Родина шкрели — одноименный географический регион около города Шкодер в Северной Албании. Но, возможно, они пришли туда из Боснии за сто лет до своего ухода оттуда. Название шкрели иногда относят к Святому Чарльзу, церковь которого была сожжена при нападении на деревню в Северной Албании.

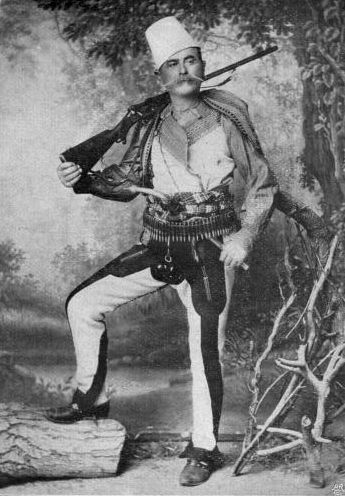
Шкрели в Шкодре, 1906.

До того, как принять ислам в 18 веке, большинство из них были католиками Святым-покровителем албанских шкрели считается Святой Николай.

## Миграции
Чувствуя угрозу со стороны других албанских племён, шкрели около 1700 года стали переселяться в приморскую часть Черногории, в Сербию и другие страны региона. Они основали деревню Шкрели и через Ругова продолжали переезжать в другие сербские городки Большая часть шкрели в Санджаке была ассимилирована славянским населением, хотя они сохранили албанский язык. После Второй Мировой и особенно Югославских войн конца 20 века они активно эмигрировали и в страны дальнего зарубежья.
Сегодня люди, носящие фамилию Шкрели, населяют следующие места: государства бывшей Югославии и Балкан, Россия (Москва), страны Западной Европы, США и Австралия.